# 六盘山棘豆
六盘山棘豆（学名：Oxytropis ningxiaensis）为豆科棘豆属下的一个种。